# Alter Eisen-Weg
Alter Eisen-Weg heißt der Wanderweg über den Kamm des Grzbiet Lasocki (deutsch Kolbenkamm) und die sogenannte Hexenlehne  in den Westsudeten im Riesengebirge.

## Details
Der Wanderweg führte zunächst entlang der heutigen polnisch-tschechischen Grenze über den Tabaczana Ścieżka (deutsch Tabaksteig) von der ehemaligen Schlesischen Grenzbaude am Průsmyk Okraj (polnisch Przełęcz Okraj, deutsch Grenzbaudenpass) in Horní Malá Úpa (deutsch Ober-Kleinaupa) über die Łysocina (deutsch Kolbenberg, 1189 m) bis zum Aussichtspunkt Roh hranic (deutsch Petzel Eck) – und dann weiter durch das Rýchory (deutsch Rehorngebirge) bis zum Rýchorský kříž in der Bergsiedlung Rýchory (deutsch Rehorn).